# 2004 en arts plastiques
| Années des arts plastiques : 2001 - 2002 - 2003 - 2004 - 2005 - 2006 - 2007    |
| Décennies des arts plastiques : 1970 - 1980 - 1990 - 2000 - 2010 - 2020 - 2030 |

Cette page concerne l'année 2004 en arts plastiques.

## Œuvres
- x

## Événements
- x

## Naissances
- x

## Décès
- 7 janvier : Jerzy Skarżyński, peintre, décorateur,  scénographe de théâtre et de cinéma, illustrateur et enseignant polonais (° 16 décembre 1924),
- 23 janvier : Lucien Fleury, peintre, graveur et tapissier français (° 26 mai 1928),
- 21 février : René Gaston-Lagorre, peintre français (° 9 août 1913),
- 25 février : René Genis, peintre et graveur français (° 26 janvier 1922),
- 29 février : Karol Baron, peintre surréaliste slovaque (° 13 septembre 1939),
- 15 mars : René Laloux, réalisateur de films d'animation, dessinateur, peintre et sculpteur français (° 13 juillet 1929),
- 20 mars : René Leidner, peintre français (° 1er juillet 1921),
- 2 avril : Chaïbia Talal, peintre marocaine (° 1929),
- 7 avril : Claudévard, peintre et cartonnier suisse (° 16 octobre 1930),
- 8 avril : Chafik Abboud, peintre non figuratif libanais naturalisé français (° 22 novembre 1926),
- 13 avril : Dadamaino, peintre italienne (° 2 octobre 1930),
- 17 avril :
  - Bernard Cathelin, peintre, lithographe et illustrateur français (° 20 mai 1919),
  - Armando Pizzinato,  peintre italien (° 7 octobre 1910),
- 24 mai : Freddy Ruhlmann, peintre et sculpteur français (° 17 mai 1941),
- 26 mai : Pierre Mouveau, peintre et illustrateur français (° 19 janvier 1905),
- 6 juin : Munavvar Rzayeva, sculptrice azerbaïdjanaise (° 6 juin 1929),
- 7 juin : Camille Hilaire, peintre, lithographe, vitrailliste, tapissier et mosaïste français (° 2 août 1916),
- 22 juin : Roger Lersy, peintre, lithographe et compositeur français (° 2 avril 1920),
- 23 juillet : Jean-Denis Maillart, peintre, graveur, illustrateur et décorateur français (° 19 septembre 1913),
- 9 août : Frédéric Vidalens, peintre et graveur français (° 31 janvier 1925),
- 19 août : Joséphine Troller, peintre suisse (° 21 juin 1908),
- 20 août : Lin Yushan, peintre aquarelliste taïwanais (° 1er avril 1907),
- 22 août : Jacques Busse, peintre français (° 22 décembre 1922),
- 29 août : Nikolai Getman, peintre soviétique puis russe (° 23 décembre 1917),
- 4 septembre : Bram Vermeulen, chanteur, compositeur, comédien, peintre et volleyeur néerlandais (° 13 octobre 1946),
- 6 septembre : Antonio Corpora, peintre expressionniste et abstrait italien (° 15 août 1909),
- 12 septembre : Georgette Piccon, peintre figurative française, héritière du fauvisme (° 2 août 1920),
- 2 octobre : Roger-Edgar Gillet, peintre français (° 10 juillet 1924),
- 10 octobre : François Bret, peintre français (° 7 juillet 1918),
- 13 octobre : Georges Oudot, peintre et sculpteur français (° 28 juillet 1928),
- 5 novembre : Pierre Anfosso, peintre français (° 1er décembre 1928),
- 26 novembre : Georges Dezeuze, peintre français (° 28 décembre 1905),
- 7 décembre : Pacita Abad, peintre philippine (° 5 octobre 1946),
- 19 décembre : André Verdet, poète, peintre, sculpteur et céramiste français (° 4 août 1913),
- 23 décembre : Dominique Mayet, peintre français (° 9 avril 1925),
- ? :
  - Pierre Courtens, peintre français d'origine belge (° 1921),
  - André Dubois, historien de l'art, collectionneur d'art et peintre français (° 19 février 1931),
  - Kayama Matazo, peintre japonais (° 24 septembre 1927),
  - Hassan Shakir, sculpteur, peintre et auteur irakien (° 1925).